# ليام يندستروم
ليام يندستروم هو لاعب هوكي الجليد كندي، ولد في 12 يناير 1985.

## وصلات خارجية
- ليام يندستروم على موقع دوري الهوكي الوطني (الإنجليزية)
- ليام يندستروم على موقع EliteProspects.com (الإنجليزية)
- ليام يندستروم على موقع HockeyDB.com (الإنجليزية)